# Bingen am Rhein

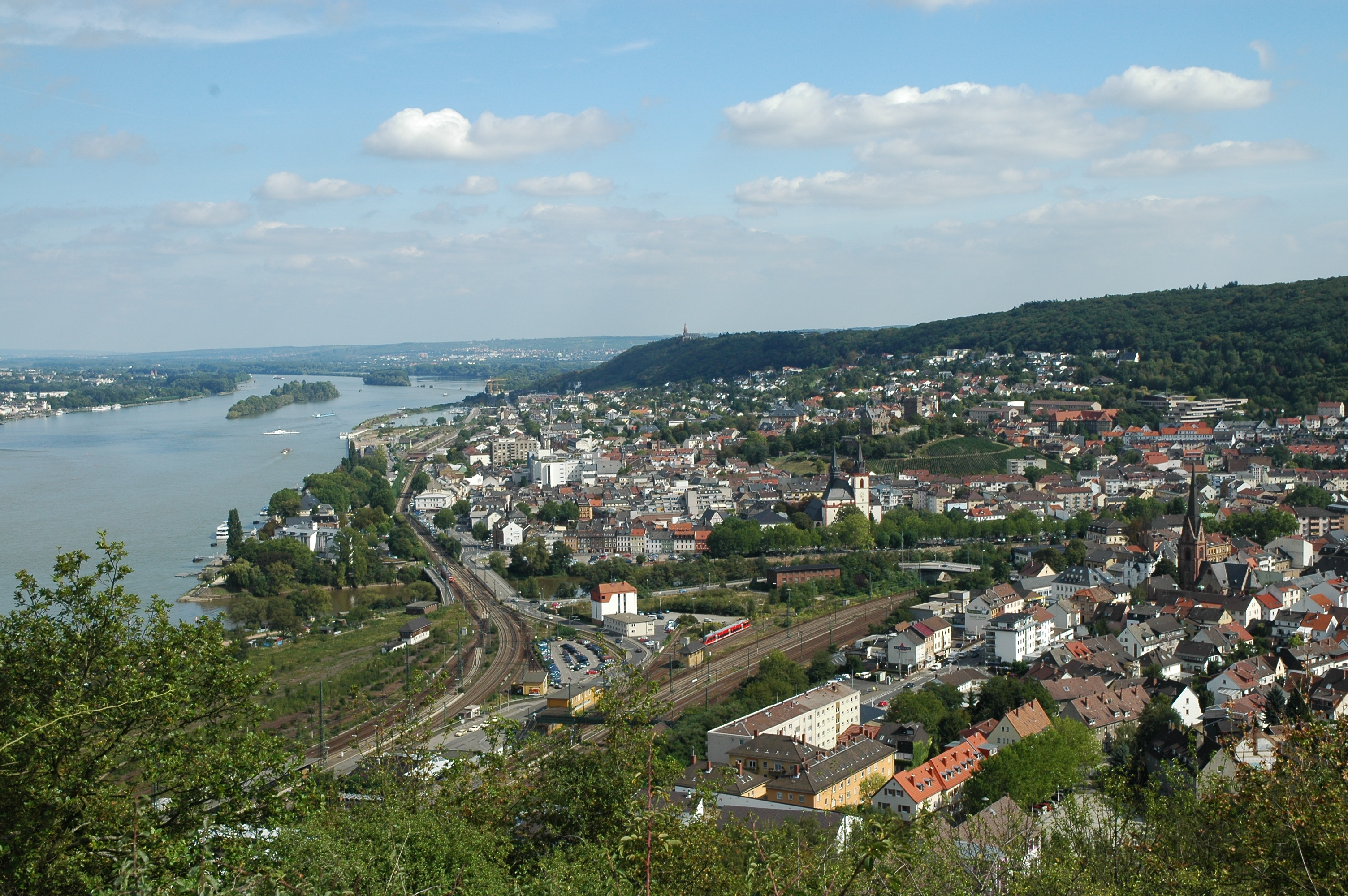
Bingen và Bingerbrück nhìn từ Elisenhöhe

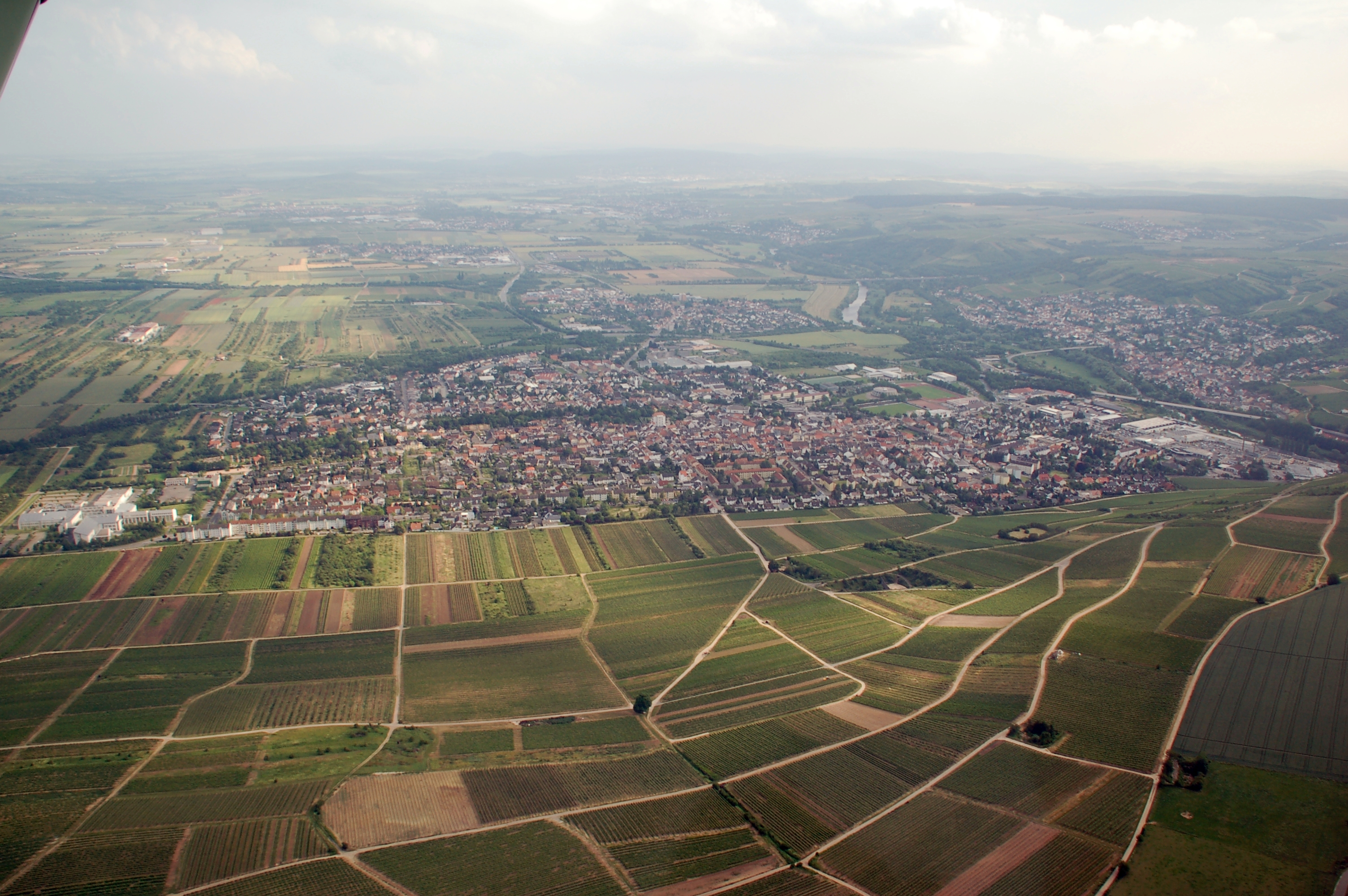
Ngoại vi Büdesheim

Bingen am Rhein là một thị xã ở huyện Mainz-Bingen thuộc bang Rheinland-Pfalz, phía tây nước Đức. Đô thị Bingen am Rhein có diện tích 37,74 km², dân số thời điểm ngày 31 tháng 12 năm 2006 là 26.048 người.
Tên gốc của khu định cư là Bingium, một từ Celtic có nghĩa "hố trong đá".
Bingen nằm về phía đông nam của Rhine knee tại rừng Bingen (Binger Wald – thực ra là một dãy núi thấp), vươn lên ở phía tây thị xã. Phía bắc bên kia sông Rhine là dãy núi Rheingau. Bingen tạo thành giới hạn phía nam của di sản thế giới UNESCO Rhine Gorge.
Các cộng đồng dân cư:
| - Bingerbrück - Büdesheim - Dietersheim - Gaulsheim | - Dromersheim - Inner town - Kempten am Rhein - Sponsheim |

## Thành phố kết nghĩa=
- Hitchin, Hertfordshire, Anh kể từ năm 1958
- Nuits-Saint-Georges, Côte-d'Or, Pháp từ năm 1960
- Venarey-les-Laumes, Côte-d'Or, Pháp, từ năm 1967
- Prizren, Kosovo, từ 1968